# 고란초
고란초(皐蘭草, 학명: Selliguea hastata)는 고란초과 고란초속에 속하는 양치식물의 하나이며, 스웨덴의 식물학자 칼 페테르 툰베리에 의해 본격적으로 연구된 뒤 크리스토퍼 로이 프레이저젠킨스에 의해 현재의 학명이 붙었다. 또한 2009년 오하시 히로요시와 오하시 가즈아키에 의해 처음으로 고란초에 대한 과학적 연구 결과 발표가 이루어졌다.
대한민국에서는 충청남도 부여군 부여읍 쌍북리에 서식하고 있는 것으로 알려져있으며, 고란초 서식 지역 근방에 위치한 고란사의 이름의 유래가 되었다. 백제 시대 왕들은 부소산의 고란약수를 마실 때
그 증거로 고란초를 띄웠다고 한다.